# Île North Twin
L'île North Twin fait partie à la fois de l'archipel arctique canadien dans la baie James au Nunavut et de la région du Qikiqtaaluk. Avec l'île South Twin, plus petite et située à 10 km au sud-est, elle forme les îles Twin.
C'est un site de reproduction important pour l'oie du Canada et le pluvier semipalmé. C'est aussi l'habitat du lagopède des saules et de la sterne arctique.